# Sexy Dance 4: Miami Heat
Série Sexy Dance
Sexy Dance 3D
(2010) All in Vegas
(2014)
Pour plus de détails, voir Fiche technique et Distribution.
Sexy Dance 4: Miami Heat, ou Dansez dans les rues 4 au Québec, (Step Up Revolution) est un film américain de Scott Speer, sorti en 2012. 
Il s'agit du quatrième volet de la série de films Sexy Dance. C'est le premier film distribué par Lionsgate aux États-Unis et au Canada après le rachat de Summit Entertainment qui a permis au studio de récupérer les droits de la franchise. Néanmoins, Universal Pictures reste responsable de la franchise en France.

## Synopsis
Emily Anderson, la fille d'un riche homme d'affaires, arrive à Miami avec une ambition : devenir danseuse contemporaine professionnelle.
Elle tombe amoureuse de Sean, serveur dans l’hôtel de luxe Dimont, propriété du magnat de l’immobilier Bill Anderson, le père d'Emily.
Sean est un jeune homme qui est à la tête, avec son ami Eddy, d'un groupe de danse appelé « The Mob » dont la popularité est grandissante grâce à leurs flashmobs inventifs. Leur but est d'arriver à la tête d'un concours offrant aux gagnants une occasion unique de parrainage.
Ensemble, ils vont allier leurs talents d'artistes danseurs, afin de déjouer le plan de Bill Anderson, qui prévoit de détruire le repaire du groupe et toute une communauté afin de construire un complexe de luxe, mettant en péril leurs propres inspirations.

## Fiche technique
- Titre original : Step Up 4
- Titre français : Sexy Dance 4: Miami Heat
- Titre québécois : Dansez dans les rues 4
- Réalisation : Scott Speer
- Scénario : Amanda Brody
- Direction artistique :
- Décors :
- Costumes :
- Photographie :
- Montage :
- Musique : Aaron Zigman
- Chorégraphies :
- Production : Jon M. Chu, Adam Shankman, Jennifer Gibgot, Erik Feig, Patrick Wachsberger (de)
- Sociétés de production : Summit Entertainment et Offspring Entertainment
- Société de distribution : 
  - Lionsgate (États-Unis)
  - Universal Pictures (France)
- Budget : 33 Millions de dollars américains
- Pays d'origine :  États-Unis
- Langue originale : anglais
- Format : couleur - 35 mm - 2,35:1 - son Dolby Digital
- Genre : Drame, romance et film de danse
- Durée : 99 minutes
- Date de sortie :
  -  États-Unis : 27 juillet 2012
  -  France : 8 août 2012

## Distribution
- Ryan Guzman (VF : Thibaut Belfodil ; VQ : Marc-André Brunet) : Sean
- Kathryn McCormick (VF : Victoria Grosbois ; VQ : Rachel Graton[1]) : Emily Anderson
- Misha Gabriel (VF : Jonathan Amram ; VQ : Maxime Desjardins) : Eddy
- Peter Gallagher (VF : Guillaume Orsat ; VQ : Pierre Auger) : M. Anderson
- Stephen Boss (VF : Jean-Baptiste Anoumon ; VQ : Martin Desgagné) : Jason
- Tommy Dewey (VF : Guillaume Lebon ; VQ : Philippe Martin) : Trip
- Cleopatra Coleman (VQ : Éveline Gélinas) : Penelope
- Megan Boone (VF : Marie-Eugénie Maréchal ; VQ : Mélanie Laberge) : Claire
- Tangi Colombel : Maître de Ballet

Source et légende : Version Française (VF) sur AlloDoublage et RS Doublage; Version Québécoise (VQ)

## Bande originale
1. Let’s Go (Ricky Luna Remix) de Travis Barker feat. Yelawolf, Twista, Busta Rhymes et Lil Jon	(3:45)
2. Live My Life (Party Rock Remix) de Far East Movement feat. Justin Bieber et Redfoo (4:14)
3. Hands in the Air de Timbaland feat. Ne-Yo (4:00)
4. Bad Girls (Nick Thayer Remix) de M.I.A. (4:37)
5. Get Loose de Sohanny and Vein (3:16)
6. Feel Alive (Revolution Remix) de Fergie feat. Pitbull et DJ Poet (4:07)
7. U Don’t Like Me (Datsik Remix) de Diplo feat. Lil Jon (4:43)
8. This Is the Life de My Name Is Kay (3:48)
9. Bring It Back de Travis Porter (3:36)
10. Goin' In de Jennifer Lopez feat. Flo Rida	(4:08)
11. Dance Without You (Ricky Luna Remix) de Skylar Grey (3:13)
12. I Don’t Like You (Nick Thayer Remix) d'Eva Simons	(4:24)
13. Dancing d'Elisa (5:36)
14. To Build a Home de The Cinematic Orchestra (6:09)
15. Android Porn de Kraddy (4:47)
16. Stellamara Prituri se planinata (nit grit remix )
17. Words de Skylar Grey (5:05)
18. Undone de Haley Reinhart (3:50)
19. Jagg - Jungle Ship (6:49)
20. Edit - If You Crump Stand Up (4:23)
21. Keri Hilson - Buyou (Feat. J. Cole) (6:49)
22. Ricky Luna - Drop It (2:55)
23. Ricky Luna - Shut The Lights (Moose Dance) (3:46)
24. M83 - Wait (Kissing scene in the boat between Emily and Sean)

## Accueil

### Réception critique
En France, le long-métrage obtient un accueil mitigé lors de sa sortie en salles, avec une moyenne de 2,4⁄5 sur le site AlloCiné, pour 5 titres de presse.

### Box-office
Distribué aux États-Unis dans 2 567 salles, Sexy Dance 4 : Miami Heat totalise 11 731 708 $ de recettes lors de son week-end d'ouverture, pour une moyenne de 4,570 $ par salles, confirmant une baisse des recettes de la saga Sexy Dance à cette période, entamée dès le deuxième volet et qui s'est accentuée lors du quatrième volet. Après dix semaines à l'affiche, le quatrième volet a réalisé un résultat de 35 074 677 $, dépassant à peine son coût de production (33 millions de $). C'est à l'international qu'il fonctionne le mieux avec 105 396 069 $ de recettes dans les pays étrangers, portant le cumul des recettes mondiales à 140 470 746 $. 
En France, il parvient à cumuler un assez bon résultat en salles, avec 1,1 million d'entrées, devenant ainsi le seul film de la saga à atteindre le million de spectateurs sur le territoire français.